# 리버럴 아츠 (영화)
《리버럴 아츠》(영어: Liberal Arts)는 미국에서 제작된 조시 래드너 감독의 2012년 코미디 드라마 영화이다. 조시 래드너, 엘리자베스 올슨 등이 출연하였다.

## 출연
- 조시 래드너
- 엘리자베스 올슨
- 리처드 젱킨스
- 앨리슨 재니
- 존 머가로
- 잭 에프론
- 엘리자베스 리서
- 케이트 버턴
- 마이클 웨스턴